# Montipouret
Montipouret település Franciaországban, Indre megyében. Lakosainak száma 611 fő (2022. január 1.). Montipouret Mers-sur-Indre, Nohant-Vic, Saint-Août, Saint-Chartier, Sarzay és Tranzault községekkel határos.

## Népesség
A település népességének változása:
| Lakosok száma | 609  | 502  | 514  | 569  | 578  | 565  | 556  | 557  | 575  | 611  |
|               | 1968 | 1982 | 1990 | 2006 | 2013 | 2015 | 2017 | 2019 | 2020 | 2022 |